# Vånga

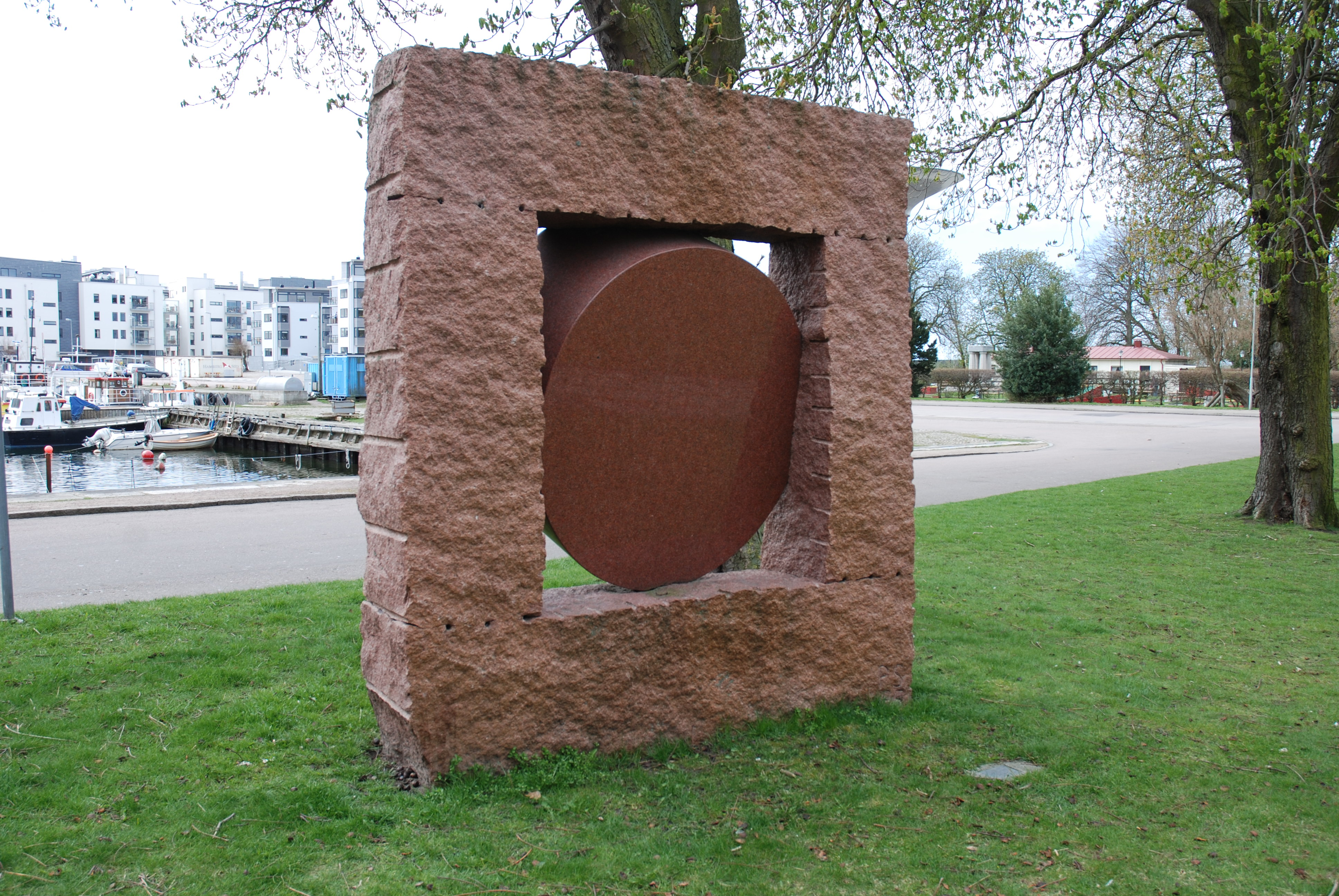
Skulptur aus Vånga von Pål Svensson Vattenhjul (deutsch: Wasserrad) in Landskrona, Schweden. Skulptur: Außen bruchrau und gespalten, rundes Element poliert

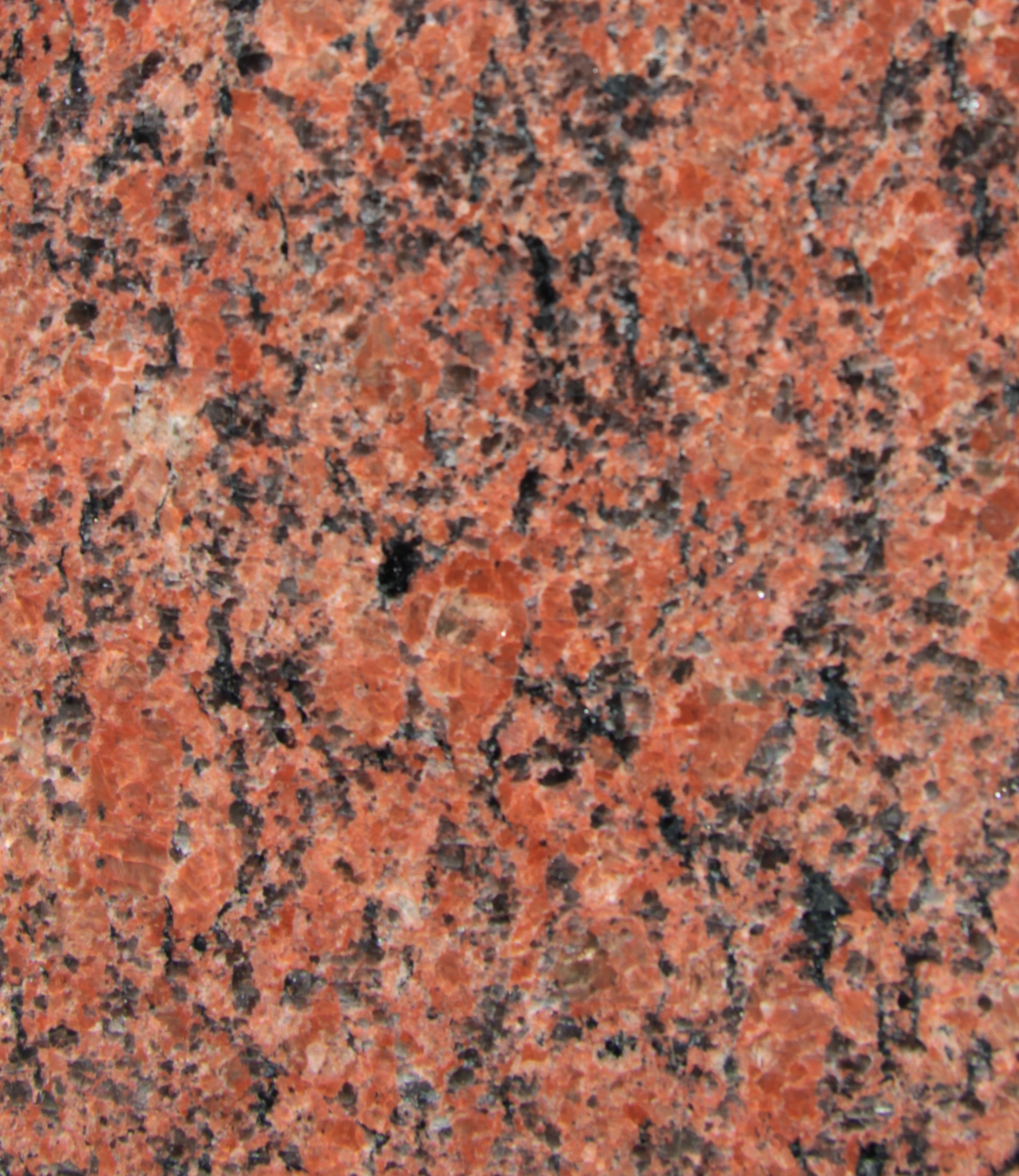
Vånga (Muster ca. 10 × 10 cm)

Vånga ist ein roter Gneis, der in der Nähe von Kristianstad in der schwedischen Provinz Skåne län, bei den kleinen Ortschaften Vånga und Oppmanna gebrochen wird. Es ist ein weltweit verbreiteter Naturstein, der bereits seit dem zweiten Drittel des 19. Jahrhunderts in Deutschland verwendet wurde. Das Gestein entstand von 420 Millionen Jahren im Silur.

## Name
Vånga führt im Handel mehrere Namen: Er wird nach den Vorkommensorten Vanga und seltener Oppmanna oder nach dem nächstgrößeren Ort Arkelstopp bzw. nach einem Vorkommen auf einer Insel Ivö genannt. Bis zum Ersten Weltkrieg wurde er in Deutschland als Neurot bezeichnet. Heute wird er vornehmlich Rosso Vanga genannt, wobei die Bezeichnung Rosso (deutsch: rot) italienischen Ursprungs ist. In Schweden wird er als Vångagranit bzw. auch früher Oppmannagranit eingeordnet.

## Geologie
Gesteinskundlich handelt es sich bei Vånga um einen Orthogneis. Orthogneise sind durch hohen Druck veränderte magmatische Gesteine. Das granitische Ausgangsgestein wurde durch tektonische Bewegungen in tiefere Lagen der Erdkruste verfrachtet, in denen hoher Druck herrscht. In diesem Prozess wurde das Ausgangsgestein verändert und das Mineralgefüge sowie die Textur gänzlich verändert. Die weicheren Minerale im Gestein werden zusammengedrückt und verdrängt. Gneise zeigen deshalb ein deutliches Richtungsgefüge. Vånga zeigt lediglich ein schwaches Richtungsgefüge, was darauf zurückgeführt wird, dass es nur zu einem „einseitig gerichteten Druck der überlagernden Schichten kam“.

## Gesteinsbeschreibung
Vånga besteht aus rot bis bräunlichen Kalifeldspäten mit relativ geringem Quarzanteilen und schlierenförmig eingelagertem Biotit, das diesem Gneis ein wenig ausgeprägtes Richtungsgefüge gibt. Die rote Farbe in den Kalifeldspäten entsteht durch feinstverteiltes Biotit. Kalifeldspäte können in diesem Gestein in einer Länge bis zu 2,5 cm auftreten.

## Verwendung
Vånga kam schon vor dem 19. Jahrhundert nach Deutschland und wurde für profane und klerikale Bauwerke verwendet. Er ist geeignet für den Außen- und Innenausbau, Boden- und Fassadenplatten, Waschtische und Küchenarbeitsplatten. Vånga wird auch im Straßen- und Wegebau als Pflaster verwendet.
Es gibt kaum einen Friedhof in Deutschland, auf dem sich keine polierten Grabmale aus Vånga befinden. Vornehmlich in Schweden wird er auch von Bildhauern bearbeitet.
Vånga ist frostfest und gut polierbar.
Abgebaut wird Vånga nur noch in wenigen Steinbrüchen, beispielsweise in einem Steinbruch von Arkelstorp Richtung Vånga/Näsum auf der Anhöhe eines Hügels.